# دانیل برنهم
دانیل برنهم (به انگلیسی: Daniel Burnham) (۱۸۴۶، هندرسون - ۱۹۱۲، هایدلبرگ) معمار قرن نوزدهم آمریکایی است. او از بنیانگذاران شیوه معماری شیکاگو است.
از نمونه آثار او می‌توان خانه کرایسلر، ساختمان فلت‌آیرون و یونیون استیشن و مدیریت ساخت نمایشگاه بین‏‌المللی شیکاگو در ۹۳-۱۸۹۲ را نام برد.